# Anima sound system
Аnima sound system — венгерская электронная группа, основанная в 1993 в городе Сомбатхей. Anima sound system является одним из пионеров венгерской электронной сцены. На текущий момент издается лейблом «Mole Listening Pearls».
Звучание группы — от эйсид-джаза до этнической музыки, представляющее уникальный сплав восточно-европейской народной музыки и современных электронных стилей.
Состав Аnima sound system с момента образования неоднократно изменялся. Также группа часто прибегает к помощи приглашенных музыкантов. Сабольч Прегер (Szabolcs Prieger) и Жолт Сабольч (Zsolt Szabolcs) остаются единственными участниками от оригинального состава, который дополняют Сильвия Богнар (Szilvia Bognár) на вокале и диджей Кадик (dj Cadik) на вертушках.

## Дискография
- Anima001 (1994)
- Shalom (1995)
- Hungarian Astronaut (1996)
- Anima (1997)
- Közel A Szerelemhez (1999)
- Mariguána Cha-Cha-Cha EP (1999)
- Bujdosó EP (2000)
- Gipsy Sound Clash (2000)
- Aquanistan (2003)
- We Strike (2006)
- Tedd a napfényt be a számba (2010)